# Heather Mallick
Heather Mallick (Norway House, 1959) es una columnista, escritora y conferenciante canadiense. Escribe en el periódico Toronto Star desde 2010, donde tiene una columna de noticias los sábados y escribe en la página de opinión los lunes y miércoles. Suele escribir sobre feminismo, actualidad y política. 

## Trayectoria
Mallick nació en Manitoba, de madre escocesa y padre indio (originario de Calcuta). Se crio en la ciudad de Kapuskasing, en el norte de Ontario, y en otras comunidades remotas en las que su padre trabajaba como médico. Durante su infancia fue una gran lectora. A los nueve años había leído Cancer Ward de Aleksandr Solzhenitsyn y cuando cumplió 11 años leyó Lucy Crown de Irwin Shaw. Mallick asistió a la Universidad de Toronto, donde se licenció e hizo un máster en literatura inglesa. También obtuvo la licenciatura de Periodismo en la Universidad de Ryerson tras asistir al curso de Seymour Hersh sobre la Matanza de Mỹ Lai en la Guerra de Vietnam y estudiar allí durante dos años. Mientras estudiaba, trabajó para el periódico estudiantil local, The Ryersonian y durante sus últimos años universitarios trabajó como becaria de verano en la codiciada sección de informes para The Globe and Mail.  
Después de graduarse, obtuvo otra beca de verano en el Toronto Star, mientras ejercía como reportera independiente en The Globe. En 1988, trabajó en el periódico financiero canadiense Financial Post, primero como editora de copias, pasando más adelante a ser editora de noticias. Dejó el Financial Post en 1991, después de casarse con Stephen Petherbridge, periodista británico canadiense. Fue objeto de atención pública por primera vez en Canadá durante la década de 1990 como editora de reseñas de libros y escritora para la edición dominical del Toronto Sun, ganando dos Premios Nacionales de Periódicos de la Asociación Canadiense de Periódicos por sus críticas en 1994 y por sus artículos en 1996. Mallick dejó el Sun en 1999 con una cita: "No podía soportar la idea de cumplir 40 años y seguir trabajando allí".  
Más adelante, Mallick escribió para The Globe and Mail, donde su columna de opinión política de centro-izquierda "As If" ("como si") se convirtió en sección habitual de la edición del periódico de los sábados hasta diciembre de 2005. También escribió diferentes artículos para el periódico sobre estilo de vida y otros temas, así como en la revista Chatelaine. Se unió al Toronto Star en agosto de 2010.   
El primer libro de Mallick, Pearls in Vinegar, se publicó en septiembre de 2004, en Canadá. Publicó después una colección de nuevos ensayos para Knopf Canada en abril de 2007, titulada Cake or Death: The Excruciating Choices of Everyday Life.  
En octubre de 2007, Mallick dio el discurso principal en la segunda conferencia anual Mel Hurtig sobre el futuro de Canadá, en la Universidad de Alberta.

## Controversias
En 2008, después de que Sarah Palin fuera seleccionada como candidata a la vicepresidencia del Partido Republicano de Estados Unidos, Mallick calificó a Palin, en una columna para la CBC, entre otras cosas, como "basura blanca" y una "pueblerina de Alaska" y la comparó con una "actriz porno... baja de tono". La columna suscitó fuertes críticas. Jonathan Kay, en el National Post, acusó a Mallick de "vulgaridad infantil" e "hipocresía" y dijo que su escritura "estaba llena de odiosas obsesiones sobre los estadounidenses, los habitantes del campo y la derecha política". Algunas de sus obsesiones son francamente extrañas, como su insistencia en que los conservadores masculinos hacen malas políticas porque "son impotentes y están cachondos". Una investigación realizada por el defensor del lector de la CBC concluyó que "muchas de sus afirmaciones más salvajes carecen de base fáctica", y que sus difamaciones sobre la insuficiencia sexual de los hombres republicanos "podrían ser fácilmente vistas como, en el mejor de los casos, pueriles" si se "aplicaran a cualquier otro grupo". El editor de noticias de CBC, John Cruickshank, se disculpó por publicar la columna de Mallick, que denominó "viciosamente personal, extremadamente hiperbólica e intensamente partidista".
Poco después de unirse a The Toronto Star en 2010, Mallick escribió un artículo describiendo su "sórdida y dolorosa historia" en Fox News, "con el rencor de su lado y el asco del mío". La empresa de medios Quebecor Media Inc., con sede en Montreal, propiedad de Pierre Karl Péladeau (PKP), que también era presidente y CEO de Quebecor Inc., y de Sun Media Corporation, solicitó a la Comisión canadiense de radiodifusión y telecomunicaciones, que en aquel momento dirigía Konrad von Finckenstein, un "status especial otorgado por la CRTC" que le diera a Sun TV News acceso a la televisión cable con carácter "obligatorio". Mallick informó que, según Péladeau, sin esta concesión, el canal se "colapsaría". Este tan buscado estatus especial implicaría necesariamente la inclusión de Sun TV News en "alguno de los paquetes de la televisión por cable". 
El 22 de julio de 2011, tuvo lugar un atentado en Noruega , en el que decenas de personas, incluidos los participantes de un campamento juvenil en Noruega, fueron asesinadas por Anders Behring Breivik, que posteriormente fue condenado por asesinato en serie y terrorismo. Según información aparecida en un artículo del 26 de julio de 2011 en The Guardian, unos 90 minutos antes del ataque, Breivik envió por correo electrónico su manifiesto de 1.518 páginas, denominado "Una Declaración de Independencia Europea" a 1.003 direcciones de correo electrónico con el saludo "Patriota de Europa Occidental". En un artículo de Mallick del 28 de julio de 2011, en The Toronto Sun, titulado "What to do when a monster likes your work" (Qué hacer cuando a un monstruo le gusta tu trabajo), Mallick describía a los destinatarios de tales correos electrónicos como una "pequeña pero selecta multitud de personas en Canadá, Estados Unidos y Europa", y como "agitadores que se despertaron el sábado pasado para descubrir que le gustaban al monstruo noruego Anders Breivik". 
Una periodista británica mencionada en la columna, Melanie Phillips, inició inmediatamente acciones legales. The Star imprimió una disculpa, declarando entre otras cosas: "La columna hacía referencia a los escritos de la Sra. Phillips de una manera totalmente engañosa e inapropiada". El periódico también eliminó la columna de su sitio web y llegó a un acuerdo con Phillips cubriendo además la totalidad de los gastos legales, junto con una donación a una organización benéfica de su elección como sustitución a una indemnización de daños. En su artículo del 31 de julio de 2011, "Odio, desprestigio y los liberales empeñados en intimidarnos a millones de nosotros para mantenernos en silencio", en el Daily Mail, Phillips dijo que debido a que Breivik había citado sus artículos dos veces en la declaración, se había convertido en "objetivo principal de esta caza de brujas incendiarias, siendo acusada de haber ayudado a provocar la masacre de Noruega". Phillips dijo que "la gente de izquierdas" usó el ataque para "difamar a los pensadores y escritores conservadores", citando en particular el artículo de Mallick.

## Obra
- Pearls in Vinegar: The Pillow Book of Heather Mallick (2004) ISBN 978-0-670-04462-7. Se trata de una colección de ensayos cortos sobre diferentes temas, personales, sociales y políticos, como una versión moderna del Libro de almohadas japonés del siglo X de Sei Shōnagon.
- Cake o Death: the Excruciating Choices of Everyday Life (2007) ISBN 978-0-676-97840-7 .